# 内藤陽介
内藤 陽介（ないとう ようすけ、1967年1月22日 - ）は日本の郵便学者、作家。フジホールディングス顧問、日本郵便文化振興機構代表理事、全日本郵趣連合代表理事副会長。全日本切手展審査員、アジア郵趣連盟及び国際郵趣連盟国際切手展審査員。成城大学などで非常勤講師を務める。

## 来歴・人物
東京都で生まれ、東京都立戸山高等学校を経て、1990年に東京大学文学部を卒業したのちに、1993年に東京大学大学院人文科学研究科修士課程を修了し、1994年に東京大学大学院人文科学研究科博士課程を退学して文部教官として東京大学文学部イスラム学専修課程助手となる。2004年に退官して財団法人切手の博物館副館長となる。2005年から財団法人日本郵趣協会理事、2009年から特定非営利活動法人日本郵便文化振興機構代表理事をそれぞれ務める。
切手などの郵便資料から国家や地域のあり方を読み解く郵便学を提唱している。テーマティク分野の切手コレクターとして国際切手展のテーマティク・コレクションで金賞を受賞し、全国切手展の審査員を務めた。

## 主な著作

### 単著
- 『それは終戦からはじまった ― 新視点からみた戦後史』（日本郵趣出版）1996年1月
- 『切手が語る香港の歴史　スタンプ・メディアと植民地』（社会評論社）1997年3月
- 『マオの肖像 ― 毛沢東切手で読み解く現代中国』（雄山閣出版）1999年12月　ISBN 9784639016588
- 『北朝鮮事典 ― 切手で読み解く朝鮮民主主義人民共和国』（竹内書店新社）2001年1月　ISBN 9784803503166
- 『外国切手に描かれた日本』（光文社新書）2003年3月　ISBN 9784334031893
- 『切手と戦争 ― もうひとつの昭和戦史』（新潮新書）2004年11月　ISBN 9784106100932
- 『反米の世界史 ―「郵便学」が切り込む』（講談社現代新書）2005年6月　ISBN 9784061497900
- 『皇室切手』（平凡社）2005年10月　ISBN 9784582832914
- 『これが戦争だ! ― 切手で読み解く』（ちくま新書）2006年3月　ISBN 9784480062918
- 『満洲切手』（角川選書）2006年9月　ISBN 9784047034006
- 『香港歴史漫郵記』（大修館書店）2007年6月　ISBN 9784469232448
- 『韓国現代史 ― 切手でたどる60年』（福村出版）2008年7月　ISBN 9784571310140
- 『大統領になりそこなった男たち』（中公新書ラクレ）2008年9月　ISBN 9784121502902
- 『切手が伝える仏像 ― 意匠と歴史』（切手で知ろうシリーズ6）（彩流社）2009年4月 ISBN 9784779114380
- 『事情のある国の切手ほど面白い』（メディアファクトリー新書）2010年8月 ISBN 9784840134934
- 『切手百撰　昭和戦後』（平凡社）2011年4月　ISBN 9784582835144
- 『年賀状の戦後史』（角川oneテーマ21新書）2011年11月　ISBN 9784041100875
- 『マリ近現代史』（彩流社）2013年5月　ISBN　9784779118883
- 『朝鮮戦争　ポスタルメディアから読み解く現代コリア史の原点』（えにし書房）2014年8月　ISBN　9784908073021
- 『日の本切手　美女かるた』（日本郵趣出版）2015年3月 ISBN 978-4889637809
- 『アウシュヴィッツの手紙』（えにし書房）2015年11月、改訂増補版2019年11月　ISBN　978-4908073717
- 『英国郵便史コレクション　ペニーブラック物語』（日本郵趣出版）2015年11月  ISBN　9784889637892
- 『リオデジャネイロ歴史紀行』（えにし書房）2016年8月　ISBN　9784908073281
- 『パレスチナ現代史　岩のドームの郵便学』（えにし書房）2017年9月  ISBN 978-4908073441
- 『チェ・ゲバラとキューバ革命』（えにし書房）2019年2月  ISBN 978-4908073526
- 『日韓基本条約 (シリーズ韓国現代史1953-1965)』（えにし書房）2019年12月 ISBN 978-4908073724
- 『みんな大好き陰謀論』（ビジネス社）2020年7月 ISBN 978-4828421995
- 『世界はいつでも不安定 - 国際ニュースの正しい読み方』（ワニブックス）2021年3月 ISBN 978-4847070365
- 『誰もが知りたいQアノンの正体 みんな大好き陰謀論II』（ビジネス社）2021年5月 ISBN 978-4828422732
- 『アフガニスタン現代史』（えにし書房）2022年3月 ISBN 978-4867221068
- 『本当は恐ろしい！こわい切手　心霊から血塗られた歴史まで』（ビジネス社）2022年8月 ISBN 978-4828423920
- 『今日も世界は迷走中　国際問題のまともな読み方』（ワニブックス）2023年8月
- 『切手もの知り図鑑　一番切手50のエピソード』（日本郵趣出版）2024年5月

#### シリーズ出版
- 解説・戦後記念切手シリーズ　全7巻＋別冊1（日本郵趣出版）
  1. 『濫造・濫発の時代 1946-1952』2001年12月　ISBN 9784889636031
  2. 『ビードロ・写楽の時代 ― グリコのオマケが切手だった頃 1952-1960』2004年4月　ISBN 9784889636413 　
  3. 『切手バブルの時代 ― 五輪・新幹線切手に踊らされた頃 1961-1966』2005年4月　ISBN 9784889636543
  4. 『一億総切手狂の時代 ― 昭和元禄切手絵巻 1966-1971』2006年4月　ISBN 9784889636703
  5. 『沖縄・高松塚の時代 ― 切手ブームの落日 1972-1979』2007年3月　ISBN 9784889636819
  6. 『近代美術・特殊鳥類の時代 ― 切手がアートだった頃 1979-1985』2008年4月　ISBN 9784889636963
  7. 『昭和終焉の時代　1985-1988』2009年12月　ISBN 9784889637137
  8. 『年賀切手』 （シリーズ別冊）2008年12月　ISBN 9784889637021

- 切手紀行シリーズ（彩流社）
  1. 『タイ三都周郵記 ― バンコク・アユタヤ・チェンマイ+泰緬鉄道の旅』2007年11月　ISBN 9784779113017
  2. 『トランシルヴァニア/モルダヴィア歴史紀行 ― ルーマニアの古都を歩く』2009年10月　ISBN 9784779114847
  3. 『マカオ紀行 ― 世界遺産と歴史を歩く』2010年11月　ISBN 9784779115813
  4. 『ハバロフスク』2011年10月　ISBN 9784779116490
  5. 『喜望峰 ― ケープタウンから見る南アフリカ』2012年11月　ISBN 9784779118418
  6. 『蘭印戦跡紀行 ― インドネシアに「日本」を見に行く』2013年8月　ISBN 9784779119101

- 切手でたどる郵便創業150年の歴史（日本郵趣出版）
  1. 『Vol.1 戦前編』2021年4月 ISBN 978-4889638554
  2. 『Vol.2 戦後編』2021年11月 ISBN 978-4889638585
  3. 『Vol.3 平成・令和編』2022年5月 ISBN 978-4889638639

### 訳書
- （イ・ミラン訳）『우표로 그려낸 한국현대사（切手で描き出した韓国現代史）』2012年5月（ハヌル出版）　ISBN 9788946054479
- （安恩美訳）『우표,역사를 부치다（切手、歴史を送る）』2012年6月（延恩文庫）　ISBN 9788996575863